# Каспрук Павло Михайлович
Павло Михайлович Каспрук (нар. 28 квітня 1940 — пом. 27 лютого 1991) — почесний громадянин Чернівців, багаторічний керівник міста.

## Біографія
Народився Павло Михайлович 28 квітня 1940 року у селі Ракова Томашпільського району Вінницької області у селянській родині.
Після закінчення середньої школи працював на робітничих посадах — вантажником, водієм тощо. 1958-го р. був призваний на строкову військову службу у радянській армії.
Після демобілізації, Павло Каспрук вступив на біологічний факультет Чернівецького університету, який закінчив в 1967 році. Пізніше здобув ще й економічну освіту. У 1980-их р.р. закінчив ВПШ при ЦК КПУ.
Відразу після здобуття вищої освіти Павло Михайлович перейшов на партійну роботу. Протягом 1980-1985 р.р. був другим секретарем Чернівецького міського комітету КПУ.
П. М. Каспрук неодноразово обирався депутатом міської та обласної рад народних депутатів. Поряд з управлінням містом Чернівці, був членом Виконавчого комітету Чернівецької обласної ради.

### Мер Чернівців
11 березня 1985 року Павла Каспрука було обрано головою Виконавчого комітету Чернівецької міської ради народних депутатів, а з грудня 1990 року — головою міської ради та її виконкому.
Часи, коли Павло Михайлович керував Чернівцями були не простими. Наприкінці 1980-их р.р. в СРСР розпочалися демократичні зміни — перебудова. На той час мер не був повноправним господарем міста та повністю самостійною фігурою, свій вплив зберігав перший секретар міськкому КПУ. Тож голові міської ради доводилося балансувати між партійною владою, яка не здавала своїх позицій, і громадою, яка дедалі більше відчувала свою силу та вимагала свободи й участі у політичних процесах.
Кінець 1980-их рр. — це період інтенсивної розбудови Чернівців. Поряд з величезною кількістю житлових будинків, було зведено чимало об'єктів соціально-культурного побуту. Розпочато процес налагодження зв'язків із закордонними партнерами, зокрема встановлено побратимські відносини з містом Солт-Лейк-Сіті. За урядування Павла Михайловича відбулася демократизація суспільного життя, почала складатися багатопартійна система.
1990-го р. у Чернівцях було проведено перший український пісенний фестиваль «Червона Рута», для чого довелося подолати чимало бюрократичних перепон.
Водночас Чернівці охопило лихо у вигляді алопеції. Павло Каспрук цілодобово перебував на робочому місці, беручи цю проблему дуже близько до серця. При цьому, мерові доводилось постійно протидіяти партійній владі, яка намагалася «зам'яти проблему». Все це підкосило здоров'я посадовця.
27 лютого 1991 року після важкої хвороби Каспрук Павло Михайлович помер.

## Оцінки особистості
Як про П. М. Каспрука висловився колишній його підлеглий, а згодом багаторічний мер Чернівців Микола Федорук:
|  | ...Уродженець Вінниччини, Павло Михайлович був істинним чернівчанином. Виважений, толерантний, він з усіма знаходив спільну мову, заради блага міста вмів об’єднати зусилля непримиренних опонентів. За нього почалося відродження європейських Чернівців, налагодження їхніх міжнародних зв’язків... |

Своїми спогадами про Павла Михайловича залюбки діляться його товариші та соратники:
|  | ...Він був дуже вимогливим, але насамперед до себе... Тож працювати з ним було важко — він вимагав, але і сам повністю віддавався роботі... не один раз ми з Павлом Михайловичем проводили ночі у місцях аварій теплотрас — він не їхав додому, доки аварію не усунуть і не подадуть людям тепло. І на роботі він практично щодня засиджувався допізна. Траплялося, викликав до себе навіть о 20.00... Він був сміливою людиною... різко заперечив всесильному тоді першому секретареві обкому Нівалову, бо вважав його думку щодо алопеції неправильною. А за переконаннями Павло Михайлович був демократом — свої погляди відкрито він не висловлював, але завжди був на боці людей і жодного разу не виступав проти мітингів, які тоді почали організовувати, готовий був підтримати їх... |

Закарбувався Павло Каспрук й у пам'яті звичайних чернівчан, зокрема сусідів:
|  | ...З усіма П.Каспрук був простим і щирим, не мав ні краплі начальницького гонору, не цурався ніякої роботи... Його можна було побачити і зі щіткою в руках, коли він чистив усій родині взуття, і з відром біля криниці неподалік... Ходив голова міської ради і до магазинів за покупками як звичайний чернівчанин. Ми його знали ще до того, як він став головою міськради — після обрання він зовсім не змінився... |

З особливим шануванням згадують мера Каспрука ветерани афганської війни. У той час, коли від них почали відвертатися в усіх установах, Павло Михайлович намагався допомогти хлопцям, сприяв їх згуртуванню та долучився до створення міського товариства. Під його головуванням виконком Чернівецької міськради прийняв, на той час безпрецедентне рішення — утримувати «афганську» організацію за рахунок міського бюджету.

## Вшанування пам'яті
Враховуючи значний внесок П. М. Каспрука у розбудову та розвиток Чернівців, рішенням міськвиконкому № 146/6 від 17 березня 1992 року йому було присвоєно звання Почесного громадянина Чернівців (посмертно).
На будинку, де мешкав Павло Каспрук, встановлено меморіальну дошку. Одну з вулиць Чернівців названо на його честь. Планується створити сквер його імені.